# Cathédrale Saint-Sarkis de Téhéran
La cathédrale Saint-Sarkis (Sarkis signifie Serge en arménien;  Սուրբ Սարգիս մայր տաճար en arménien, کلیسای سرکیس مقدس en persan) est la cathédrale de l'Église apostolique arménienne de Téhéran.

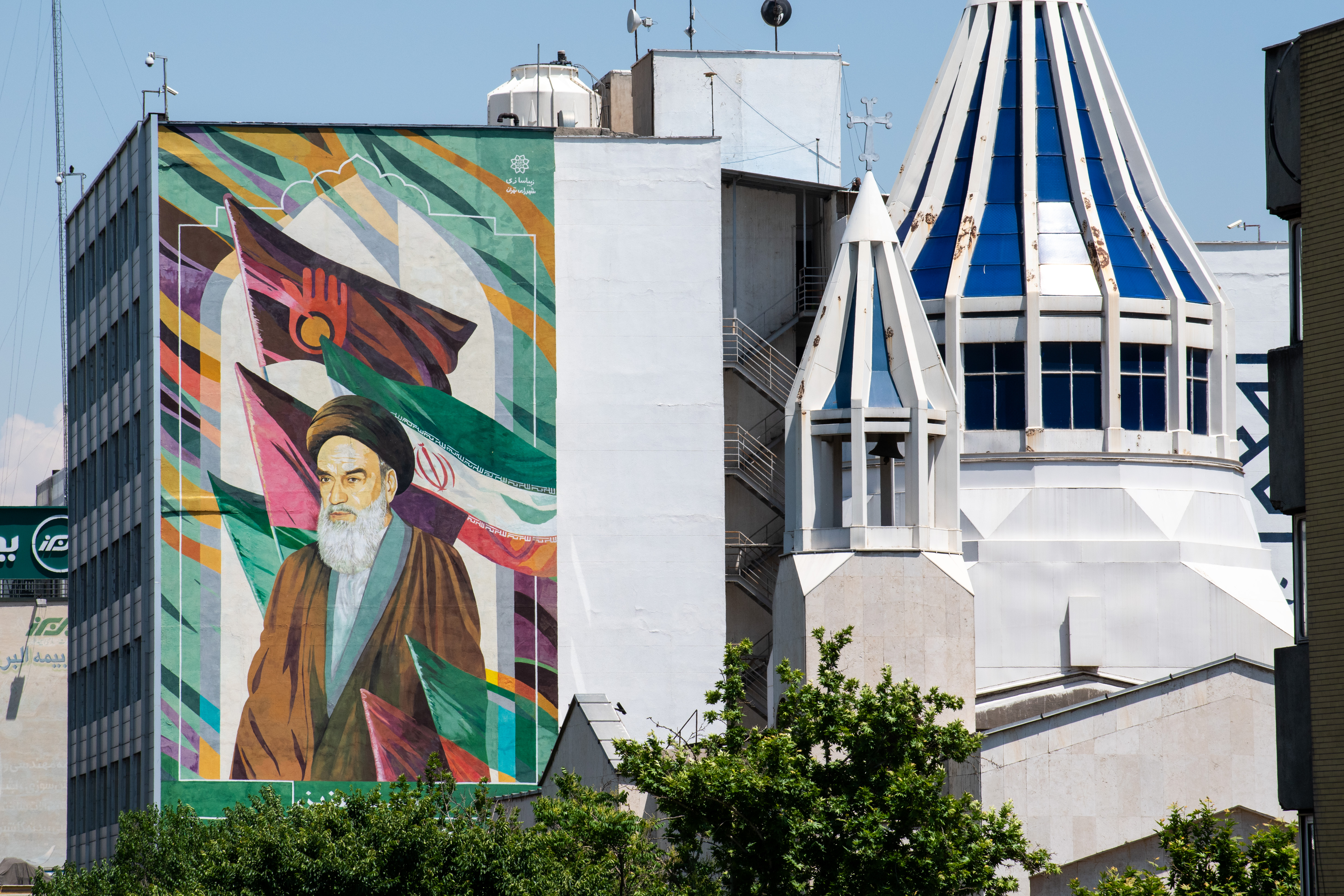
La cathédrale et un portrait de l'ayatollah Khomeini
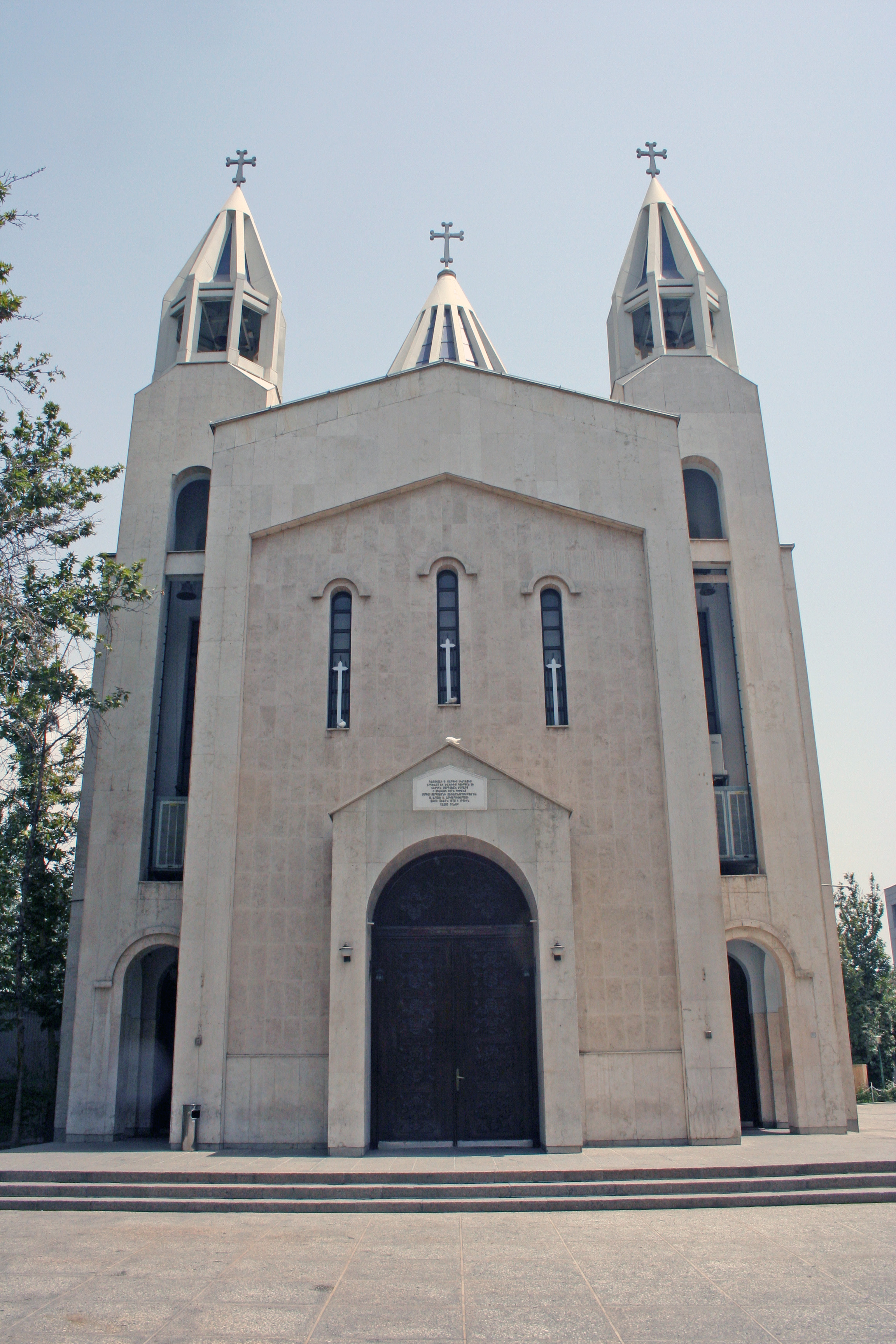
Façade de la cathédrale
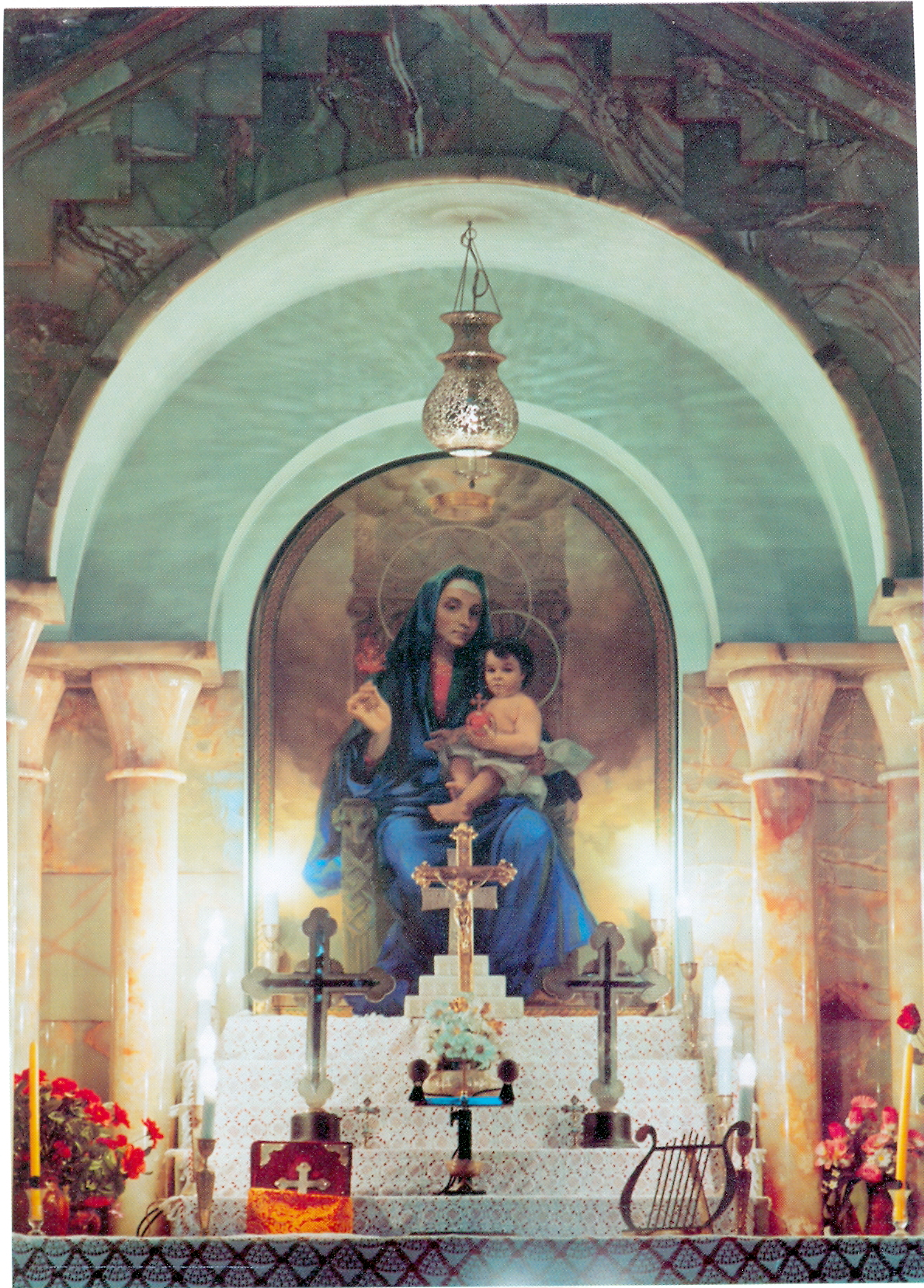
Vue de l'autel
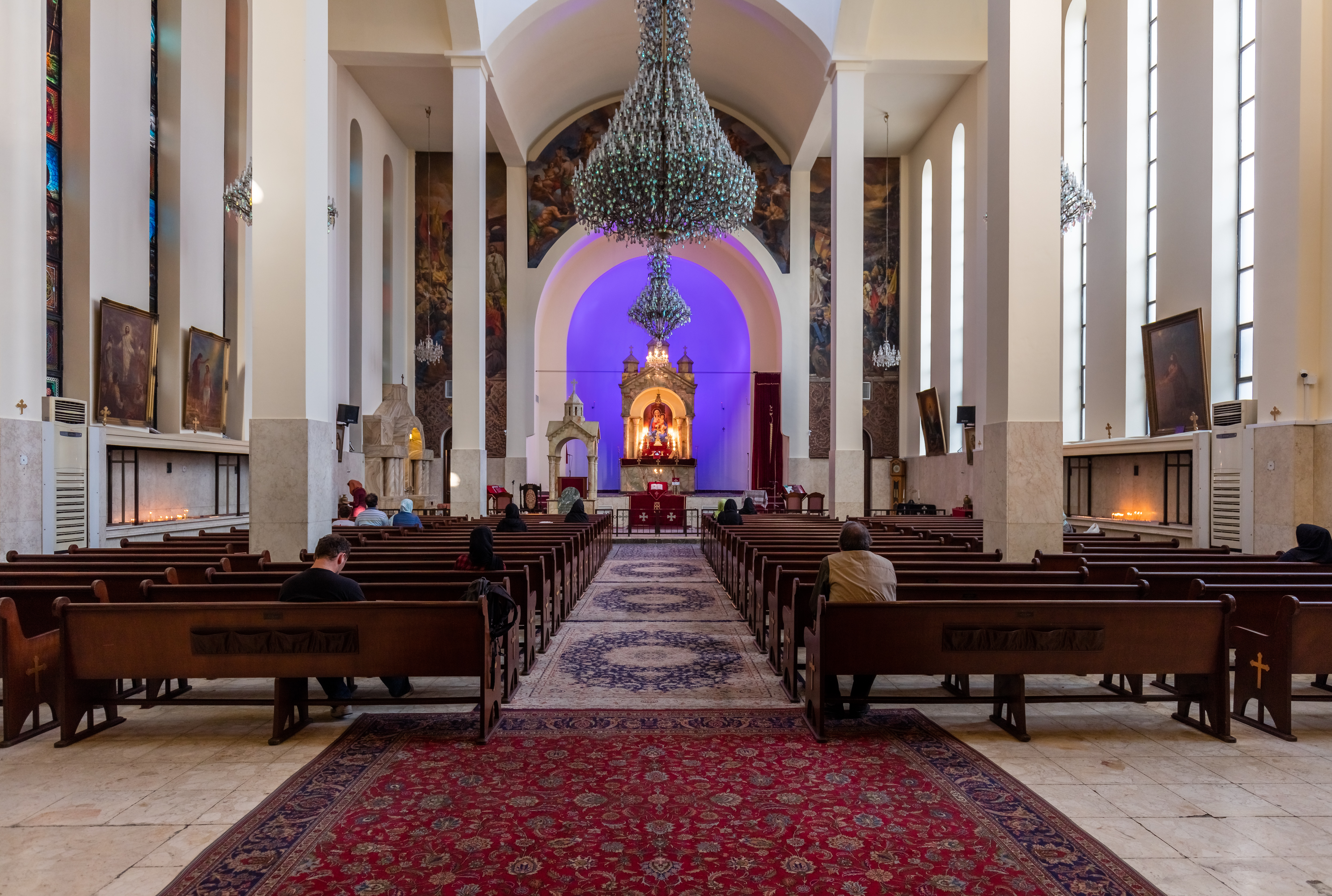
L'intérieur

## Historique
La cathédrale a été construite de 1964 à 1970 grâce aux fonds des frères Sarkissian, en mémoire de leurs parents. Lorsqu'une prélature arménienne a été installée dans la capitale iranienne, elle a d'abord pris siège à l'église Sainte-Marie-Mère-de-Dieu. Désormais elle se trouve rue Nedjatollahi (anciennemement rue de la Villa). La cathédrale actuelle a été restaurée en 2006.

## Source
- (es) Cet article est partiellement ou en totalité issu de l’article de Wikipédia en espagnol intitulé « Catedral de San Sarkis » (voir la liste des auteurs).